# Thyrostipa sphaeriphora
Thyrostipa sphaeriphora là một loài bướm đêm trong họ Erebidae.